# Кошелево (городской округ Семёновский)
Кошелево — деревня в городском округе Семёновский Нижегородской области России, входящая в состав Огибновского сельсовета.

## География
Деревня находится на севере центральной части Нижегородской области, в зоне хвойно-широколиственных лесов, на правом берегу реки Безменец, при автодороге 22Н-3625, на расстоянии приблизительно 32 километров (по прямой) к северо-востоку от города Семёнова, административного центра района. Абсолютная высота — 115 метров над уровнем моря.

### Климат
Климат характеризуется как умеренно континентальный, с влажным нежарким летом и холодной снежной зимой. Средняя температура воздуха самого холодного месяца (января) составляет −12,9 °C; самого тёплого месяца (июля) — 18,4 °C. Годовое количество атмосферных осадков — 550—600 мм.

### Часовой пояс
Деревня Кошелево, как и вся Нижегородская область, находится в часовой зоне МСК (московское время). Смещение применяемого времени относительно UTC составляет +3:00.

## Население
| 2002 | 2010 |
| ---- | ---- |
| 9    | ↘7   |

### Национальный состав
Согласно результатам переписи 2002 года, в национальной структуре населения русские составляли 100 %.